# Вледіла (комуна)
Вледіла (рум. Vlădila) — комуна у повіті Олт в Румунії. До складу комуни входять такі села (дані про населення за 2002 рік):
- Вледіла-Ноуе (481 особа)
- Вледіла (1374 особи)
- Фресінет-Гаре (372 особи)

Комуна розташована на відстані 143 км на захід від Бухареста, 47 км на південь від Слатіни, 59 км на південний схід від Крайови.

## Населення
За даними перепису населення 2002 року у комуні проживали 2227 осіб, усі — румуни. Усі жителі комуни рідною мовою назвали румунську.
Склад населення комуни за віросповіданням:
| Релігія     | Кількість осіб | Відсоток |
| ----------- | -------------- | -------- |
| православні | 2225           | 99,9%    |
| реформати   | 1              | < 0,1%   |
| бретрени    | 1              | < 0,1%   |